# Liste des paroisses du Nouveau-Brunswick
Voici une liste des 155 paroisses civiles du Nouveau-Brunswick (Canada). 
Créée en 1784, la province fut subdivisée un an plus tard en 8 comtés, désormais au nombre de 15. Peu après, le gouvernement subdivise les comtés en 36 paroisses; la province en compte actuellement 155. Des années 1850 jusqu'en 1877, tous les comtés sont constitués en municipalités, ayant chacun un conseil municipal élu. À partir du milieu du XIXe siècle, certaines paroisses ou portions de paroisses sont constituées en municipalités. Ce phénomène se poursuit jusque dans les années 1960. En 1966, les districts de services locaux sont créés dans les secteurs non constitués de la province. Les paroisses existent toujours mais n'ont aucune signification administrative. Le nom subsiste toutefois dans celui de plusieurs DSL et de quelques municipalités. Elles sont également considérées comme des subdivisions de recensement par Statistique Canada.
- Haut – A
- B
- C
- D
- E
- F
- G
- H
- I
- J
- K
- L
- M
- N
- O
- P
- Q
- R
- S
- T
- U
- V
- W
- X
- Y
- Z

Signification des symboles :
- Oui : Un district de services locaux (DSL) a le même nom que la paroisse.
- : La paroisse comprend plusieurs districts de services locaux dont l'un conserve le nom de la paroisse.
- Non : Il n'existe aucun DSL portant le nom de la paroisse. Il se peut qu'il existe un DSL avec un nom semblable.

Dans tous les cas, il se peut également qu'une partie de la paroisse ait été constituée en municipalité.
| Nom                      | Comté          | Création | Origine                                             | District de services locaux (DSL) |
| ------------------------ | -------------- | -------- | --------------------------------------------------- | --------------------------------- |
| Aberdeen                 | Carleton       | 1863     | Brighton et Kent                                    |                                   |
| Acadieville              | Kent           | 1876     | Carleton                                            | Oui                               |
| Addington                | Restigouche    | 1826     | Beresford                                           |                                   |
| Allardville              | Gloucester     | 1946     | Bathurst                                            | Non                               |
| Alma                     | Albert         | 1855     | Harvey                                              | Oui                               |
| Alnwick                  | Northumberland | 1786     | Territoires non-constitués                          |                                   |
| Andover                  | Victoria       | 1833     | Kent                                                | Oui                               |
| Baker-Brook              | Madawaska      | 1929     | Saint-François et Saint-Hilaire                     | Oui                               |
| Balmoral                 | Restigouche    | 1876     | Dalhousie                                           | Non                               |
| Bathurst                 | Gloucester     | 1826     | Beresford                                           |                                   |
| Beresford                | Gloucester     | 1814     | Territoires non-constitués                          |                                   |
| Blackville               | Northumberland | 1830     | Ludlow                                              |                                   |
| Blissfield               | Northumberland | 1830     | Ludlow                                              | Oui                               |
| Blissville               | Sunbury        | 1834     | Burton et Lincoln                                   | Oui                               |
| Botsford                 | Westmorland    | 1805     | Sackville                                           |                                   |
| Bright                   | York           | 1869     | Douglas et Queensbury                               |                                   |
| Brighton                 | Carleton       | 1830     | Wakefield                                           |                                   |
| Brunswick                | Queens         | 1816     | Territoires non-constitués                          | Oui                               |
| Burton                   | Sunbury        | 1786     | Territoires non-constitués                          | Oui                               |
| Cambridge                | Queens         | 1852     | Waterborough et Wickham                             | Oui                               |
| Campobello               | Charlotte      | 1803     | West Isles                                          | Non                               |
| Canning                  | Queens         | 1827     | Waterborough                                        | Oui                               |
| Canterbury               | York           | 1855     | Dumfries                                            |                                   |
| Caraquet                 | Gloucester     | 1831     | Saumarez                                            |                                   |
| Cardwell                 | Kings          | 1874     | Sussex                                              | Oui                               |
| Carleton                 | Kent           | 1814     | Newcastle                                           |                                   |
| Chatham                  | Northumberland | 1814     | Newcastle                                           | Oui                               |
| Chipman                  | Queens         | 1835     | Brunswick et Canning                                | Oui                               |
| Clair                    | Madawaska      | 1900     | Saint-François                                      | Oui                               |
| Clarendon                | Charlotte      | 1869     | Lepreau et Pennfield                                | Oui                               |
| Colborne                 | Restigouche    | 1839     | Addington                                           | Non                               |
| Coverdale                | Albert         | 1828     | Hillsborough                                        | Oui                               |
| Dalhousie                | Restigouche    | 1839     | Addington                                           |                                   |
| Denmark                  | Victoria       | 1935     | Drummond                                            | Oui                               |
| Derby                    | Northumberland | 1859     | Nelson                                              |                                   |
| Dorchester               | Westmorland    | 1787     | Territoires non-constitués                          | Oui                               |
| Douglas                  | York           | 1824     | Queensbury et Saint Marys                           |                                   |
| Drummond                 | Victoria       | 1872     | Saint-Léonard                                       | Oui                               |
| Dufferin                 | Charlotte      | 1873     | Saint-Stephen                                       | Oui                               |
| Dumbarton                | Charlotte      | 1856     | Saint-Patrick                                       | Oui                               |
| Dumfries                 | York           | 1833     | Prince-William et Woodstock                         | Oui                               |
| Dundas                   | Kent           | 1826     | Wellington                                          |                                   |
| Durham                   | Restigouche    | 1839     | Eldon                                               | Non                               |
| Eldon                    | Restigouche    | 1826     | Beresford                                           |                                   |
| Elgin                    | Albert         | 1845     | Salisbury                                           | Oui                               |
| Fredericton, cité de     | York           | 1786     | Territoires non-constitués                          | Non                               |
| Gagetown                 | Queens         | 1786     | Territoires non-constitués                          | Non                               |
| Gladstone                | Sunbury        | 1874     | Blissville                                          | Oui                               |
| Glenelg                  | Northumberland | 1814     | Newcastle                                           |                                   |
| Gordon                   | Victoria       | 1863     | Perth                                               | Oui                               |
| Grand-Sault, paroisse de | Victoria       | 1852     | Andover                                             | Oui                               |
| Grand-Sault, ville de    | Victoria       | 1852     | Andover                                             | Non                               |
| Grand Manan              | Charlotte      | 1816     | West Isles                                          | Non                               |
| Greenwich                | Kings          | 1795     | Kingston                                            | Oui                               |
| Grimmer                  | Restigouche    | 1916     | Paroisse d'Eldon                                    | Non                               |
| Hammond                  | Kings          | 1858     | Upham                                               | Oui                               |
| Hampstead                | Queens         | 1786     | Territoires non-constitués                          | Oui                               |
| Hampton                  | Kings          | 1795     | Kingston et Sussex                                  | Oui                               |
| Harcourt                 | Kent           | 1826     | Wellington                                          | Non                               |
| Hardwicke                | Northumberland | 1851     | Glenelg                                             |                                   |
| Harvey                   | Albert         | 1838     | Hopewell et portion du comté de Saint-Jean          | Oui                               |
| Havelock                 | Kings          | 1858     | Studholm                                            | Oui                               |
| Hillsborough             | Albert         | 1786     | Canton                                              | Oui                               |
| Hopewell                 | Albert         | 1786     | Canton                                              | Oui                               |
| Huskisson                | Kent           | 1826     | Wellington                                          | Non                               |
| Inkerman                 | Gloucester     | 1855     | Saumarez                                            | Non                               |
| Johnston                 | Queens         | 1839     | Wickham                                             | Oui                               |
| Kars                     | Kings          | 1859     | Kingston                                            | Oui                               |
| Kent                     | Carleton       | 1821     | Territoires non-constitués                          |                                   |
| Kingsclear               | York           | 1786     | Territoires non-constitués                          |                                   |
| Kingston                 | Kings          | 1786     | Territoires non-constitués                          | Oui                               |
| Lac-Baker                | Madawaska      | 1938     | Saint-François                                      | Oui                               |
| Lepreau                  | Charlotte      | 1859     | Pennfield                                           | Oui                               |
| Lincoln                  | Sunbury        | 1786     | Territoires non-constitués                          |                                   |
| Lorne                    | Victoria       | 1871     | Gordon                                              |                                   |
| Ludlow                   | Northumberland | 1814     | Newcastle                                           | Non                               |
| Madawaska                | Madawaska      | 1833     | Kent                                                | Oui                               |
| Manners Sutton           | York           | 1855     | Kingsclear et Prince-William                        | Oui                               |
| Maugerville              | Sunbury        | 1786     | Territoires non-constitués                          |                                   |
| McAdam                   | York           | 1894     | Manners Sutton et Prince-William,                   | Oui                               |
| Moncton                  | Westmorland    | 1786     | Canton de Moncton                                   |                                   |
| Musquash                 | Saint-Jean     | 1877     | Lancaster,                                          | Oui                               |
| Nelson                   | Northumberland | 1814     | Newcastle                                           | Oui                               |
| New Bandon               | Gloucester     | 1831     | Saumarez                                            |                                   |
| New Maryland             | York           | 1850     | Kingsclear                                          | Oui                               |
| Newcastle                | Northumberland | 1786     | Territoires non-constitués                          |                                   |
| North Lake               | York           | 1879     | Canterbury                                          | Oui                               |
| Northampton              | Carleton       | 1786     | Territoires non-constitués                          |                                   |
| Northesk                 | Northumberland | 1814     | Newcastle et Alnwick                                |                                   |
| Northfield               | Sunbury        | 1857     | Sheffield                                           | Oui                               |
| Norton                   | Kings          | 1795     | Kingston et Sussex                                  | Oui                               |
| Notre-Dame-de-Lourdes    | Madawaska      | 1946     | Sainte-Anne                                         | Oui                               |
| Paquetville              | Gloucester     | 1897     | Caraquet et Inkerman                                |                                   |
| Peel                     | Carleton       | 1859     | Brighton                                            | Oui                               |
| Pennfield                | Charlotte      | 1786     | Concession aux Loyalistes                           |                                   |
| Perth                    | Victoria       | 1833     | Kent                                                | Oui                               |
| Petersville              | Queens         | 1838     | Gagetown et Hampstead                               |                                   |
| Prince-William           | York           | 1786     | Territoires non-constitués                          | Oui                               |
| Queensbury               | York           | 1786     | Territoires non-constitués                          | Oui                               |
| Richibouctou             | Kent           | 1826     | Carleton                                            |                                   |
| Richmond                 | Carleton       | 1853     | Woodstock                                           |                                   |
| Rivière-Verte            | Madawaska      | 1935     | Saint-Basile                                        | Oui                               |
| Rogersville              | Northumberland | 1881     | Nelson                                              |                                   |
| Rothesay                 | Kings          | 1870     | Hampton                                             | Oui                               |
| Sackville                | Westmorland    | 1786     | Canton de Sackville                                 | Oui                               |
| Saint-André              | Madawaska      | 1913     | Saint-Léonard                                       | Non                               |
| Saint-Andrews            | Charlotte      | 1786     | Concession aux Loyalistes                           | Non                               |
| Sainte-Anne              | Madawaska      | 1877     | Saint-Basile et Saint-Léonard                       | Oui                               |
| Saint-Basile             | Madawaska      | 1850     | Madawaska                                           | Oui                               |
| Saint-Charles            | Kent           | 1908     | Saint-Louis                                         |                                   |
| Sainte-Croix             | Charlotte      | 1874     | Saint-Andrews                                       |                                   |
| Saint-David              | Charlotte      | 1786     | Concession aux Loyalistes de l'Association Cape Ann | Oui                               |
| Saint-François           | Madawaska      | 1877     | Madawaska                                           | Oui                               |
| Saint-George             | Charlotte      | 1786     | Concession aux Loyalistes                           |                                   |
| Saint-Hilaire            | Madawaska      | 1877     | Madawaska                                           | Oui                               |
| Saint-Isidore            | Gloucester     | 1881     | Saumarez et Inkerman                                |                                   |
| Saint-Jacques            | Madawaska      | 1877     | Madawaska                                           | Oui                               |
| Saint-James              | Charlotte      | 1823     | Saint-Stephen                                       |                                   |
| Saint-Jean, cité de      | Saint-Jean     | 1785     | Territoires non-constitués                          | Non                               |
| Saint-Joseph             | Madawaska      | 1929     | Madawaska                                           | Oui                               |
| Saint-Léonard            | Madawaska      | 1850     | Madawaska                                           | Oui                               |
| Saint-Louis              | Kent           | 1855     | Carleton et Richibouctou                            |                                   |
| Saint-Martins            | Saint-Jean     | 1786     | Territoires non-constitués                          | Oui                               |
| Sainte-Marie             | Kent           | 1867     | Wellington                                          |                                   |
| Saint Marys              | York           | 1786     | Territoires non-constitués                          | Oui                               |
| Saint-Patrick            | Charlotte      | 1786     | Concession aux Loyalistes                           | Oui                               |
| Saint-Paul               | Kent           | 1883     | Harcourt et Sainte-Marie                            | Oui                               |
| Saint-Quentin            | Restigouche    | 1920     | Paroisse d'Eldon                                    |                                   |
| Saint-Stephen            | Charlotte      | 1786     | Concession aux Loyalistes                           |                                   |
| Salisbury                | Westmorland    | 1787     | Territoires non-constitués                          | Oui                               |
| Saumarez                 | Gloucester     | 1814     | Alnwick et territoires non-constitués               |                                   |
| Shédiac                  | Westmorland    | 1827     | Dorchester, Sackville et Westmorland                |                                   |
| Sheffield                | Sunbury        | 1786     | Territoires non-constitués                          | Oui                               |
| Shippagan                | Gloucester     | 1851     | Saumarez                                            |                                   |
| Simonds                  | Carleton       | 1842     | Wakefield                                           | Oui                               |
| Simonds                  | Saint-Jean     | 1839     | Portland,                                           |                                   |
| Southampton              | York           | 1832     | Northampton                                         | Oui                               |
| Southesk                 | Northumberland | 1879     | Northesk                                            | Oui                               |
| Springfield              | Kings          | 1786     | Territoires non-constitués                          | Oui                               |
| Stanley                  | York           | 1846     | Saint Marys                                         | Oui                               |
| Studholm                 | Kings          | 1840     | Sussex                                              | Oui                               |
| Sussex                   | Kings          | 1786     | Territoires non-constitués                          | Oui                               |
| Upham                    | Kings          | 1835     | Hampton                                             | Oui                               |
| Wakefield                | Carleton       | 1803     | Territoires non-constitués                          |                                   |
| Waterborough             | Queens         | 1786     | Territoires non-constitués                          | Oui                               |
| Waterford                | Kings          | 1874     | Sussex                                              | Oui                               |
| Weldford                 | Kent           | 1835     | Richibouctou                                        | Oui                               |
| Wellington               | Kent           | 1814     | Newcastle                                           |                                   |
| Westfield                | Kings          | 1786     | Territoires non-constitués                          | Oui                               |
| West Isles               | Charlotte      | 1786     | Concession aux Loyalistes                           | Oui                               |
| Westmorland              | Westmorland    | 1786     | Canton de Cumberland                                |                                   |
| Wickham                  | Queens         | 1786     | Territoires non-constitués                          | Oui                               |
| Wicklow                  | Carleton       | 1833     | Kent                                                | Oui                               |
| Wilmot                   | Carleton       | 1867     | Simonds (comté de Carleton)                         |                                   |
| Woodstock                | Carleton       | 1786     | Territoires non-constitués                          |                                   |